# Sinochlora retrolateralis
Sinochlora retrolateralis är en insektsart som beskrevs av Liu, C. och Kang 2007. Sinochlora retrolateralis ingår i släktet Sinochlora och familjen vårtbitare. Inga underarter finns listade i Catalogue of Life.